# Miracolo eucaristico di Walldürn

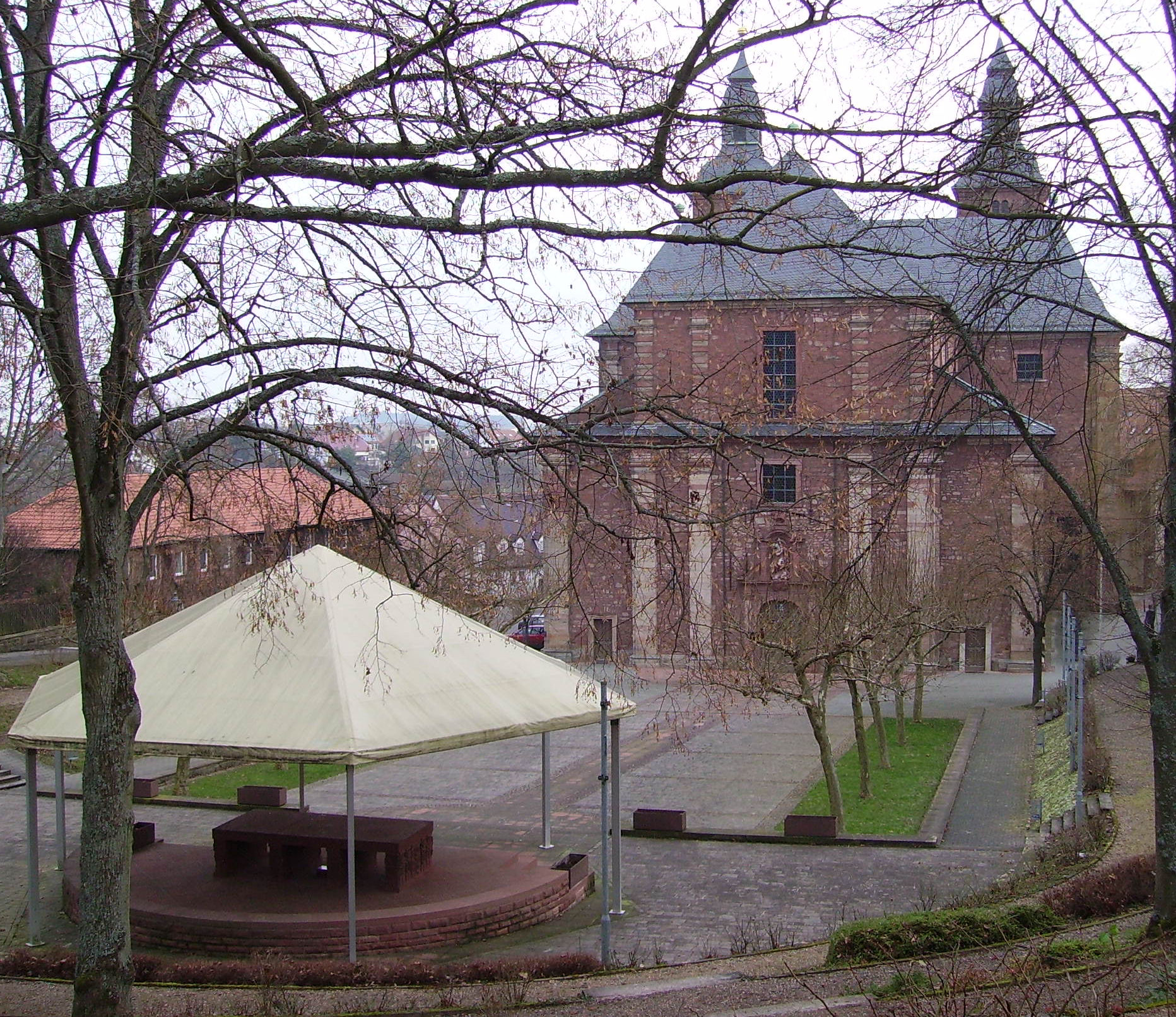
La basilica di San Giorgio a Walldürn

Il miracolo eucaristico di Walldürn sarebbe avvenuto nell'omonima cittadina tedesca nell'anno 1330: durante la messa un sacerdote rovesciò involontariamente il calice con il vino consacrato, e questo avrebbe formato sul corporale un'immagine di Gesù crocifisso.

## Storia

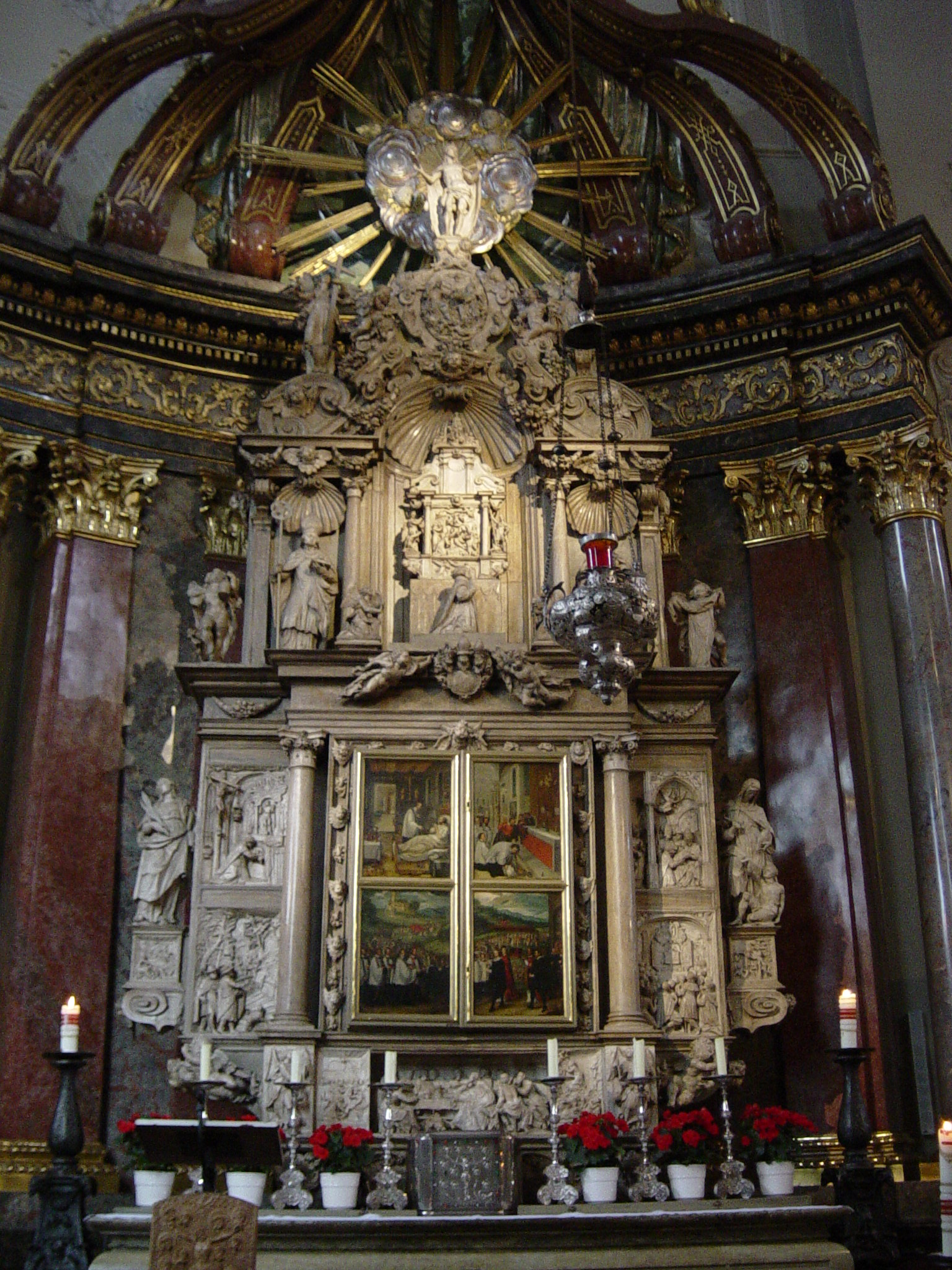
L'altare dove è conservata la reliquia

Nel 1330, a Walldürn, piccolo comune della Germania sud-occidentale, mentre un sacerdote di nome Heinrich Otto stava celebrando la messa, rovesciò per errore il calice con il vino consacrato e questo, macchiando il corporale, avrebbe prodotto un'immagine di colore rosso di Gesù crocifisso, circondata da undici teste uguali del Redentore coronato di spine.
Il sacerdote non rivelò subito quanto accaduto, ma nascose il corporale sotto l'altare, rivelando l'episodio soltanto in punto di morte al suo confessore.
La reliquia, conservata nella basilica minore di San Giorgio a Walldürn, è tuttora oggetto di venerazione da parte di numerosi pellegrini.
Il presunto miracolo eucaristico fu descritto nel 1589 dal monaco Hoffius. Papa Eugenio IV confermò il miracolo nel 1445, concedendo l'indulgenza plenaria a chi avesse visitato la basilica durante la festa del Corpus Domini. L'attuale chiesa, elevata a basilica minore nel 1962 da Papa Giovanni XXIII, è attualmente guidata dai religiosi agostiniani.